# Umm Qasr
Umm Qasr (arabă أم قصر) este un oraș din Irak.